# Сибирский институт бизнеса, управления и психологии
Сибирский институт бизнеса, управления и психологии (АНО ВО СИБУП) — высшее учебное заведение в Красноярске.

## История
Создан 9 июня 1995 года. 
С 18 августа 2004 года, приказом ректора в составе института было создано структурное подразделение — Колледж СИБУП.

## Структура
факультеты
- Юридический
- Экономический
- Психологии

центры
- Китайский центр образования и культуры (КитЦОК)
- Юридический консультационно-методический центр (ЮКМЦ)
- Психологический центр «Сфера»
- Экономический центр
- Центр социокультурной и языковой адаптации мигрантов